# 倪传钺
倪传钺（本名倪筱荣，后改名倪宗扬，1908年—2010年9月21日），江苏苏州人，昆曲传字辈演员。

## 生平
1922年进入昆剧传习所，师承吴义生，工老外、兼老生。1930年代初，倪传钺为首发起成立了仙霓社，并被选为社务主持人之一。
2010年9月21日，倪传钺在上海去世，享年103岁。同时意味着传字辈中最后一位也离开人世。